# Бисенхофен
Бисенхофен (њем. Biessenhofen) општина је у њемачкој савезној држави Баварска. Једно је од 45 општинских средишта округа Осталгој. Према процјени из 2010. у општини је живјело 4.021 становника. Посједује регионалну шифру (AGS) 9777112.

## Географски и демографски подаци
Бисенхофен се налази у савезној држави Баварска у округу Осталгој. Општина се налази на надморској висини од 710 метара. Површина општине износи 27,0 km².

## Становништво
У самом мјесту је, према процјени из 2010. године, живјело 4.021 становника. Просјечна густина становништва износи 149 становника/km².

## Међународна сарадња
| Мјесто | Држава    | Врста сарадње | Од    |
| ------ | --------- | ------------- | ----- |
| Камбон | Француска | партнерство   | 1986. |
| Извор  |           |               |       |